# 霹靂神探
是一部1971年的美國警匪驚悚電影，導演是威廉·弗萊德金，菲力普·德安東尼監製。本片改編自羅賓·摩爾的1969年非虛構書籍《法國販毒網》。本片講述紐約市警察局探員Jimmy "Popeye" Doyle和Buddy“Cloudy”Russo追捕富有的法國海洛英走私販Alain Charnier，兩名探員分別是基於真實的探員埃迪·伊根和桑尼·格羅索。主演真·赫曼飾演Popeye、羅伊·謝德飾演Cloudy，以及費爾南多·雷伊飾演Charnier。托尼·羅·比安科和Marcel Bozzuffi也有演出。
本片是第一部R級電影獲得奧斯卡金像奖最佳影片。男主角真·赫曼因此片演出剛猛偵探成名且為代表作品，威廉·弗萊德金、金·哈克曼因為本片分獲得奧斯卡最佳導演、最佳男主角獎；此片是荷里活第一部拍出都市內轎車飛車相互追逐電影，被美國電影學院選為AFI百年百大電影第93名。續集為1975年的《密探霹靂火續集》，真·赫曼和費爾南多·雷伊再次飾演角色。

## 劇情
法國馬賽一名緝毒警察被殺害，兇手尼克利飛快逃逸。在紐約的刑警托伊爾和拉索抓到了一名毒犯嚴加審問，但仍然未能查出毒品的來源。 
從法國來的一條客輪在紐約靠岸，中年紳士夏爾尼埃下了船。一同下船的還有尼克利和演員杜勃羅。托伊爾和拉索發現地痞流氓與夏爾尼埃和尼克利的接觸，托伊爾立刻開始跟蹤夏尼爾埃，卻在地鐵站失去目標的蹤影。 
托伊爾十分生氣，又因同行的FBI探員的挑釁而與其發生衝突，他的行為引起上司不滿，調查行動因而被取消。就在回家時，托伊爾受到尼克利的偷襲，他開始了對尼克利的追逐，最終在地鐵站的樓梯口擊斃了尼克利。 
托伊爾偷拖吊了杜勃羅的汽車，在車裡發現了大量的毒品，把毒品放回原處，並設下了圈套。受驚的杜勃羅本想洗手不幹，但在夏爾尼埃的恩威並施下還是進行了毒品交易。交易結束時，警察趕到包圍現場，夏爾尼埃瘋狂反抗。在槍戰中，他們順利的逮捕大多數犯人，只有夏爾尼埃除外。托伊爾拿著槍進去廢屋找他，誤殺了FBI探員，夏爾尼埃也逃了。最後，托伊爾和拉索兩人被調離緝毒組。

## 演員
- 真·赫曼 飾 探員Jimmy "Popeye" Doyle（英语：Jimmy "Popeye" Doyle）
- 費爾南多·雷伊（英语：Fernando Rey） 飾 Alain "Frog One" Charnier
- 羅伊·謝德 飾 探員Buddy 'Cloudy' Russo
- 托尼·羅·比安科（英语：Tony Lo Bianco） 飾 Salvatore 'Sal' Boca
- Marcel Bozzuffi（英语：Marcel Bozzuffi） 飾 Pierre Nicoli，職業殺手
- Frédéric de Pasquale（英语：Frédéric de Pasquale） 飾 Henri Devereaux
- 比爾·希克曼（英语：Bill Hickman） 飾 Bill Mulderig
- Ann Rebbot 飾 Mrs. Marie Charnier
- Harold Gary 飾 Joel Weinstock
- Arlene Farber 飾 Angie Boca
- 埃迪·伊根（英语：Eddie Egan） 飾 Walt Simonson
- André Ernotte（英语：André Ernotte） 飾 La Valle
- 桑尼·格羅索（英语：Sonny Grosso） 飾 Clyde Klein
- Alan Weeks 飾 毒品販子

## 獎項
| 獎項         | 名單       | 結果 |
| ------------ | ---------- | ---- |
| 最佳電影     | 密探霹靂火 | 獲獎 |
| 最佳導演     |            | 獲獎 |
| 最佳男主角   |            | 獲獎 |
| 最佳男配角   |            | 入圍 |
| 最佳改編劇本 |            | 獲獎 |
| 最佳攝影     |            | 入圍 |
| 最佳剪輯     |            | 獲獎 |
| 最佳音響效果 |            | 入圍 |

## 續集與其他改編作品
- 《密探霹靂火續集》（1975年）是本片的虛構續集。
- NBC-TV播放電視電影《Popeye Doyle（英语：Popeye Doyle (film)）》（1986年），艾德·奧尼爾飾演片名的角色。

## 外部連結
- 美国电影学会目录上的《霹靂神探》（英文）
- AllMovie上《霹靂神探》的资料（英文）
- 互联网电影数据库（IMDb）上《霹靂神探》的资料（英文）
- TCM电影资料库上《霹靂神探》的资料（英文）
- The French Connection essay by Daniel Eagan in America's Film Legacy: The Authoritative Guide to the Landmark Movies in the National Film Registry, A&C Black, 2010 ISBN 0826429777, pages 674-676
- 豆瓣电影上《密探霹靂火》的資料 （简体中文）